# Фігун Іван Михайлович
Іван Михайлович Фігун (нар. 8 квітня 1970, Давидів, Пустомитівський район) — український футболіст, що виступав на позиції нападника та півзахисника. Найбільш відомий за виступами у клубі «Волинь» у вищій лізі чемпіонату України, а також у низці клубів нижчих українських ліг.

## Клубна кар'єра
Іван Фігун народився у Пустомитівському районі, та є вмхованцем Львівського спортінтернату. Свою футбольну кар'єру молодий гравець розпочав виступами за аматорський клуб із Львівщини «Карпати» із Кам'янки-Бузької у 1989 році. Наступного року ця команда здобула право на виступи у другій лізі СРСР у останному чемпіонаті Радянського Союзу. Щоправда, Фігун цей сезон не дограв до кінця, а перейшов до іншої аматорської команди зі Львівщини — комарненського «Газовика». У чемпіонатах незалежної України Фігун дебютував із другого сезону виступами за клуб із перехідної ліги «Авангард» із Жидачева. У цьому клубі футболіст виявив непогані бомбардирські здібності, відзначившись за півтора сезони 11 забитими м'ячами у 46 проведених матчах. На футболіста звернули увагу представники вищолігового клубу «Волинь», у якому Іван Фігун дебютував у березні 1994 року. Проте у луцькому клубі футболіст не зумів проявити свої найкращі якості, та не зумів жодного разу відзначитись до кінця сезону в 15 проведених у чемпіонаті матчах. У наступному чемпіонаті Фігун зіграв лише 1 матч, та перейшов до команди першої ліги «Кристал» із Чорткова. У цій команді футболіст знову повернув свої снайперські здібності, відзначившись у 34 зіграних матчах 8 забитими м'ячами. Наступний сезон Іван Фігун розпочав у друголіговому львівському клубі «Скіфи», проте клуб не закінчив сезон, і другу половину чемпіонату футболіст провів у своєму колишньому клубі — жидачівському «Авангарді». Після закінчення сезону 1995—1996 футболіст розпочав виступи у іншому друголіговому клубі зі Львівської області «Гарай» із Жовкви. У клубі провів півтора сезони, після чого виїхав до Молдови, де під керівництвом Бориса Рассихіна разом ще з кількома українськими футболістами (зокрема, Ігорем Карімовим) грав у команді «Веніта» з Липкан, проте після припинення фінансування клубу покинув команду, і ще рік грав за інший молдовський клуб — «Фортуна» з Єдинців. Після виступів за «Фортуну» футболіст повернувся в Україну, де грав за аматорські клуби Львівської області, після чого завершив виступи на футбольних полях.